# Domenico Scorpione
Domenico Scorpione (Rossano, Calàbria, 1641 - ?) fou un compositor i tractadista italià. Ingressà en l'orde de Sant Francesc i després d'haver estat mestre de capella del convent de Roma fou cridat a Messina per exercir les mateixes funcions en la Catedral, i el 1701 passà al Seminari de Benevento. Deixà les següents composicions: Sacra modulamine una cum litaniae S.M.V., a 2 i 3 veus (Bolonya, 1675); Compieta da capella con le quattro Antifone et le litanie della B.V.M., a 5 veus (Roma, 1675); Motteti a 2, 3,4 voci con una Messa concertada a 5 voci, (Roma, 1675). A més va escriure els tractats Rifflessioni armoniche, (Nàpols, 1701); i Instrusioni corali, (Benevento, 1702).